# Helmi Lindelöf

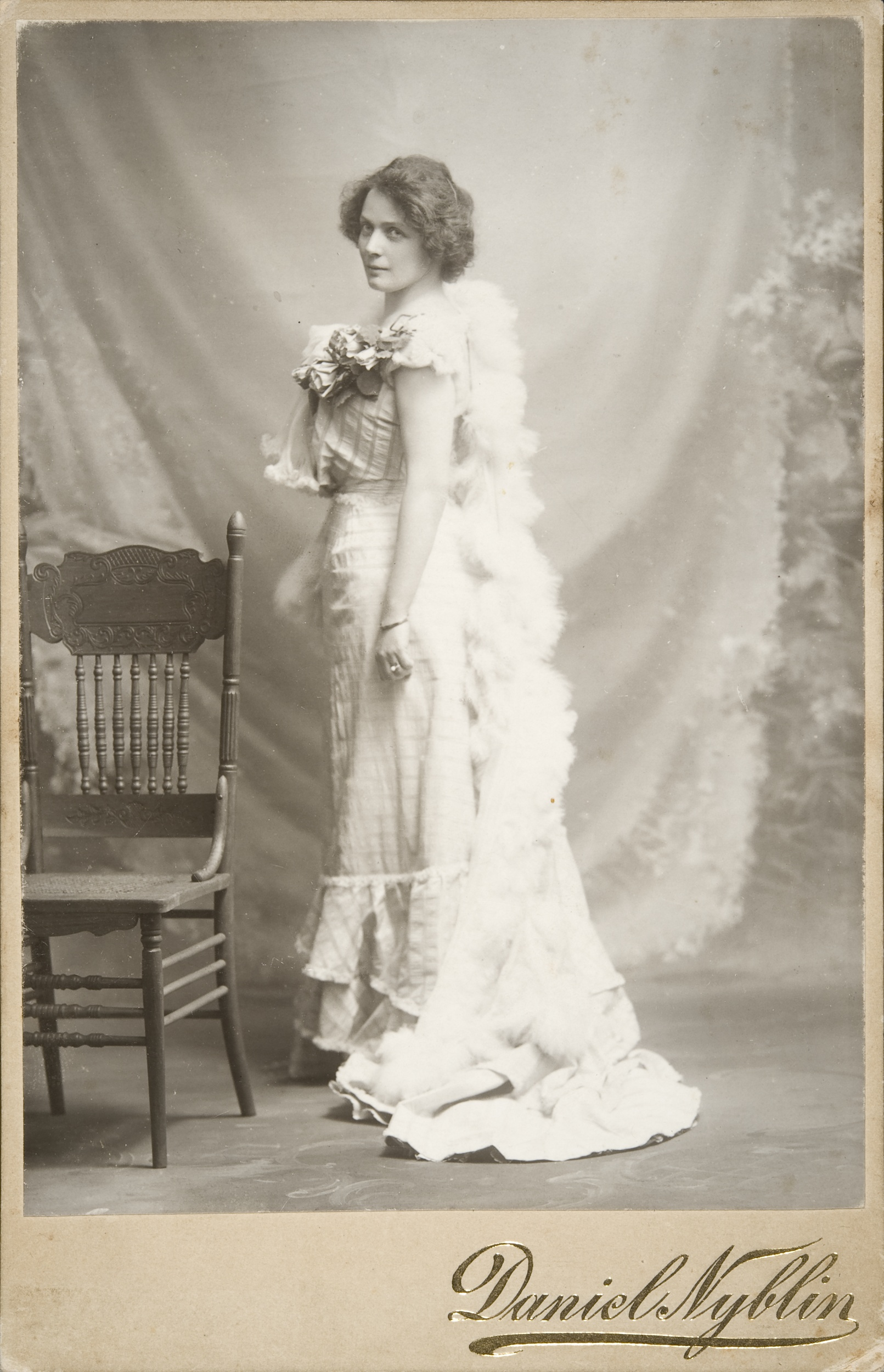
Helmi Lindelöf en los años 1910

Helmi Lindelöf (25 de octubre de 1884-10 de septiembre de 1966) fue una actriz teatral y cinematográfica finlandesa.

## Biografía
Su verdadero nombre era Helmi Lydia Helenius, y nació en Helsinki, Finlandia, siendo sus padres Enok Helenius y Ide Oxén.
Criada en Sörnäs, un distrito de Helsinki, se inició en el teatro a temprana edad. Tenía 16 años cuando decidió hacerse actriz, tomando clases de Olga Salo y Kaarola Avellan. En 1901 debutó en el Teatro Nacional de Finlandia con la obra de Juhana Heikki Erkko Aino. Por su trayectoria artística, en 1946 fue premiada con la Medalla Pro Finlandia.
Helmi Lindelöf falleció en Helsinki en el año 1966. Desde 1906 había estado casada con el concertino Carl Lindelöf.

## Filmografía
- 1919 : Venusta etsimässä eli erään nuoren miehen ihmeelliset seikkailut
- 1922 : Anna-Liisa
- 1924 : Suursalon häät
- 1927 : Vaihdokas
- 1938 : Elinan surma